# Средњошколски центар „Источна Илиџа“
Средњошколски центар „Источна Илиџа“ јавна је средњошколска установа која се налази у Источном Новом Сарајеву, у Републици Српској, БиХ.

## Историја

### Четврта сарајевска Гимназија „Игмански марш" (1961.-1992.)
Илиџанска гимназија „Игмански марш“, познатија као Четврта сарајевска гимназија, основана је 21. јуна 1961. године. Исте те године почела је са радом са три одјељења и три професора у просторијама Основне школе „Бранко Радичевић“. Школа се временом развијала, добила своју зграду, да би реформом школског система, у школској 1980/81. години уписујући ученике усмјерених средњих школа, постала Средњошколски центар „Игмански марш“. Ипак, тежња професора, ученика и свих грађана Илиџе да школа у првом реду буде гимназија, резултирала је тиме што су у школску 1991/92. годину уписани само гимназијалци, и то седам одјељења.

### Школа током рата (1992.-1995.)
Школа је наставила са радом и у ратној 1992/93. години. Истина, није одржавана редовна већ инструктивна настава. Од школске 1993/94. године настава се наставља одвијати редовно. По завршетку рата, у марту 1996. године по одлуци општине Српска Илиџа, школа је дислоцирана у Лукавицу.

### Школа након рата (1996.- )
Трансформацијама средњих школа 1997. године је довела до тога да од три буду створене двије школе – Гимназија и средња стручна школа „Источна Илиџа“ и Средњошколски центар „28. јуни“ који припада општини Источно Ново Сарајево. Гимназија и средња стручна школа „Источна Илиџа“, 2011. године мијења назив у ЈУ Средњошколски центар „Источна Илиџа“.
ЈУ Средњошколски центар „Источна Илиџа“ нема властиту зграду, подстанар је, односно школски простор у згради бивше војне касарне у Источном Новом Сарајеву дијели са Средњом школом „28. јуни“ Источно Ново Сарајево. Школа нема ни фискултурну салу.
Посљедњих година евидентна је све већа заинтересованост и континуиран пораст броја уписаних ученика.

## Струке, смјерови и занимања
Средњошколски центар „Источна Илиџа“ је сачињен из следећих струка, смјерова и занимања:
- ГимназијаЗграда СШЦ "Источна Илиџа" и Средње школе "28. јуни"
  - Општи смер (11 одјељења, 224 ученика)
  - Друштвено-језички смер (1 одјељење, 21 ученик)
- Здравство
  - Медицински техничар (3 одјељења, 89 ученика)
  - Фармацеутски техничар (4 одјељења, 113 ученика)
  - Зубно-стоматолошки техничар (1 одјељење, 28 ученика)
- Економија, право и трговина
  - Економски техничар (6 одјељења, 136 ученика)
  - Банкарски техничар (1 одјељење, 21 ученик)
  - Пословно-правни техничар (1 одјељење, 21 ученик)
- Култура, умјетност и јавно информисање
  - Музички извођач (2 одјељења, 23 ученика)
  - Музички сарадник-теоретичар (2 одјељења, 14 ученика)

## Познати ученици
Познати људи који су ишли у ову школу:
- Немања Мајдов[4] - џудиста,
- Љубиша Ћосић - локални политичар,
- Јован Катић - локални политичар,
- Јован Зекић - трубач, ученик.
- Лазар Миовчић - физичар.